# Jedermann TV
Jedermann TV (abgekürzt als JTV) war ein regionaler, österreichischer Nachrichtenfernsehsender. Am 11. Oktober 2011 wurde um 18 Uhr erstmals der Sendebetrieb aufgenommen. Dieser wurde am 30. April 2012 aus finanziellen Gründen eingestellt. Im Mai 2012 erfolgte der Konkurs.

## Technische Reichweite
Die technische Reichweite des Senders betrug 110.000 Kabelhaushalte, was etwa 55 Prozent der Salzburger Bevölkerung entspricht. Empfangbar war der Sender im Kabelnetz der Salzburg AG, österreichweit auf A1 Kabel TV und im Internet als Livestream.

## Sendungen
Zu einem einstündigen Wochenmagazin, das an fixen Sendeplätzen mehrmals wiederholt wurde, kamen tagesaktuelle Nachrichten, ein Wirtschaftsmagazin und der schon bei Salzburg TV bereits gesendete Wochenkommentar wurde freitags bis sonntags gezeigt. Das Programm-Angebot umfasste 60 Minuten, 10 Minuten davon bestanden aus täglichen Nachrichten, in den restlichen 50 Minuten wurden Wochenmagazine ausgestrahlt.
| Dauer      | Sendungen                    |
| ---------- | ---------------------------- |
| 5 Minuten  | Trailer & Hinweise           |
| 10 Minuten | Jedermanns Nachrichten       |
| 35 Minuten | Jedermanns Woche             |
| 10 Minuten | Wirtschaft für Jedermann     |
| 10 Minuten | Wegscheiders Wochenkommentar |